# Всесоюзна книжкова палата
Всесоюзна книжкова палата (рос. Всесоюзная книжная палата; сучасна назва «Російська книжкова палата») — державна наукова установа, центр бібліографії, книгознавства, видавничої справи та статистики друку СРСР від 1936 до 1992 року. За часів Радянського союзу здійснювала надання міжнародних стандартних номерів — ISSN (The International Standard Serial Numbers) серіальним виданням (періодичним, продовжуваним і серійним).

## Історія
Установа заснована 10 травня 1917 року в Петрограді як Російська книжкова палата. 1920 року її було переведено в Москву й реорганізовано в Російську центральну книжкову палату. У період між 1917 до 1930-х pp. були затверджені Республіканські книжкові палати, у тому числі й Книжкова палата УРСР.
1936 року Російську центральну книжкову палату перетворено у Всесоюзну книжкову палату. Організація отримувала 15 обов'язкових примірників усіх друкованих видань, які виходили в Радянському Союзі. Видання реєстрували, описували, друкували каталожні картки й розсилали по бібліотеках країни. Республіканські Книжкові палати отримували відповідну кількість обов′язкових примірників друкованої продукції, що побачила світ у тій чи іншій республіці.
Від 1992 року Всесвітня книжкова палата отримала колишню назву «Російська книжкова палата». У грудні 2013 року Російська книжкова палата як окрема установа була ліквідована. На виконання наказу президента РФ від 9 грудня 2013 року № 894 фонди книжкової палати були передані в ІТАР-ТАСС (нині Інформаційне агентство Росії «ТАРС») і на базі агентства створено філіал «Російська книжкова палата».

## Діяльність
Від 1924 року Російська книжкова палата здійснювала статистичний облік радянської друкованої продукції, від 1927 року випускала друковані каталожні картки на видання, що виходили в країнах Радянського союзу.
1967 року було організовано Центральне бюро науково-технічної інформації з видавничої справи, поліграфічної промисловості й книжкової торгівлі на базі Всесоюзної книжкової палати. 1980 року Центральне бюро було перейменовано в науково-дослідний центр «Інформдрук».
1987 року на базі Всесоюзної книжкової палати організовано науково-виробниче об'єднання «Книжная палата», до складу якого входили Всесоюзна книжкова палата (головна організація), видавництво «Книжная палата», друкарня, Інститут книги.
За часів існування СРСР надання міжнародних стандартних номерів — ISSN (The International Standard Serial Numbers) серіальним виданням (періодичним, продовжуваним і серійним) здійснювала Всесоюзна книжкова палата. З її переходом під юрисдикцію Росії цю роботу в Україні було фактично припинено. Від 1997 року функцію Міжнародної стандартної нумерації книг (ISBN) і Міжнародної стандартної нумерації нотних видань (ISNN) покладено на Книжкову палату України, а від 2019 року вона є Національним центром реєстрації серіальних видань (ISSN), забезпечуючи функціонування цих систем в Україні.

## Друковані видання
Всесоюзна книжкова палата випускала інформаційні видання, періодичні покажчики «Книжная летопись», «Ежегодник книги СССР», «Літопис журнальних статей», «Летопись периодических и продолжающихся изданий СССР» тощо, статистичний щорічний збірник «Печать СССР в… году», журнал «Советская библиография», науково-теоретичний збірник «Книга. Исследования и материалы» та ін.

## Керівники
- 1917 — Семен Венгеров
- 1920—1921 — Богдан Боднарский
- 1921—1931 — Микола Яницький
- 1931—1937 — Василь Іванович Соловйов
- 1940—1942 — Микола Сергійович Коробов
- 1945—1947 — Юрій Григор'єв
- 1947—1948 — Єлизавета Володимирівна Сеглін
- 1948—1954 — Трофим Ігнатович Купріянов
- 1954—1962 — Микола Никанорович Кухарков
- 1964—1973 — Павло Андрійович Чувіков
- 1974—1984 — Юрій Іванович Фартунін
- 1985—1996 — Юрій Володимирович Торсуєв
- 1996—2005 — Борис Володимирович Ленський
- 2005—2012 — Валерій Олександрович Сироженко

## Нагороди
- Установа була нагороджена орденом «Знак Пошани» (1977).